# Prespansko jezero
Prespansko jezero je tektonsko jezero na tromeji med Severno Makedonijo, Grčijo in Albanijo.
Ob jezeru ni večjih naselij, najbližje mesto je makedonski Resen. Prepoznano je kot ramsarsko mokrišče in pomembno območje za ptice, skupaj z okolico pa je vključeno v tri narodne parke – narodni park Galičica, grški in albanski Prespanski narodni park.

## Zemljepis
Prespansko jezero leži na južni strani Prespanske kotline med planinami Galičica, Suva gora (Mali i Thatë) in Baba; od Ohridskega jezera ga ločuje 10 km zračne razdalje. Peščena ožina Gladno polje ga deli na Veliko in Malo Prespansko jezero.
Jezero leži na nadmorski višini 853 metrov in zavzema površino 276,2 km2, od tega 191,4 km2 v Makedoniji, 46,2 km2 v Albaniji in 37,6 km2 v Grčiji. Malo Prespansko jezero leži tri metre višje od Velikega in obsega 50,7 km2. Najgloblja točka jezera leži v grškem delu jezera in doseže globino 54,2 metra; največja dolžina je 28 kilometrov in največja širina 17 kilometrov. Malo Prespansko jezero leži tri metre više od Velikega in obsega 50,7 km2. Pripada pretežno Grčiji, majhen del pa sega v Albanijo. 
Jezero ima dva neposeljena otočka. Večji od njiju, Golem Grad ali bolj znan kot »Kačji otok«, leži v makedonskem delu jezera. Zaradi edinstvenega rastlinstva in živalstva ter zaradi zgodovinskih ostankov je proglašen za strogi naravni rezervat. V albanskem delu jezera leži drugi otoček, Maligrad (makedonsko Mal Grad). 

## Hidrologija
Glavni pritok Prespanskega jezera je Stara oziroma Golema reka skupaj z množico manjših, nestalnih vodotokov. Površinskih odtokov Prespansko jezero nima, odteka pa voda skozi ponore ob obali in v uvalah na dnu jezera. Ta voda se steka skozi porozen masiv Galičice v Ohridsko kotlino, kjer privre na površino v obliki številnih kraških izvirov pri samostanu svetega Nauma, Studenčištu in drugod ob Ohridskem jezeru.